# Euonymus rothschuhii
Euonymus rothschuhii är en benvedsväxtart som beskrevs av Ludwig Eduard Theodor Loesener. Euonymus rothschuhii ingår i släktet Euonymus och familjen Celastraceae. Inga underarter finns listade.